# اما (میزوری)
اما (به انگلیسی: Emma) یک شهر در ایالات متحده آمریکا است که در میزوری واقع شده‌است. اما ۱٫۱۱ کیلومتر مربع مساحت و ۲۳۳ نفر جمعیت دارد و ۲۳۱ متر بالاتر از سطح دریا واقع شده‌است.